# Vorticisme
Vorticisme is een kunst- en designstroming en -stijl uit de jaren 1912-1915, ontstaan in Engeland. Een belangrijke voorloper was de kunstschilder Roger Fry. Een mijlpaal voor de beweging was de uitgave in 1914 van het Vorticistische tijdschrift Blast door Ezra Pound en Wyndham Lewis. Daarin muntte Pound de naam Vorticisme, ontleend aan Vortex (wervelwind), "het punt van maximale energie en van de grootste efficiency".
Later sloten ook kunstenaars als de kunstschilder David Bomberg, de fotograaf Alvin Langdon Coburn en de beeldhouwer Jacob Epstein zich bij de beweging aan.
Het vorticisme werd geïnspireerd door het kubisme, het futurisme en het imaginisme. Haar hoofdkenmerken zijn vooral geometrische abstractie, scherp omlijnde, vaak tweedimensionale vormen en egale, heldere, scherpe en contrasterende kleuren. In de schrijfkunst verdedigde Lewis de ‘externe stijl’, een heldere, objectieve en vooral visuele verteltechniek, met vaak mechanische personages